# 18-а танкова дивизия (Вермахт)
18-а танкова дивизия е една от танковите дивизии на Вермахта по време на Втората световна война.

## История
18-а танкова дивизия е сформирана през октомври 1940 г. За пръв път взема участие в бойни действия през юни 1941 г. по време на нападението на Съветския съюз като част от група армии „Център“. Остава там до юни 1942 г., когато е прехвърлена към група армии „Юг“. Участва в битката при Курск, при която понася тежки загуби. Поради това е разпусната на 7 септември 1943 г. и е преобразувана като 18-а артилерийска дивизия.

## Командири
- Генерал на танковите войски Валтер Неринг – (26 октомври 1940 – 26 януари 1942 г.)
- Генерал-лейтенант Карл Фрайер фон Тюнген – (26 януари 1942 – ? юли 1942 г.)
- Генерал на свързочните войски Алберт Праун – (? юли 1942 – 24 август 1942 г.)
- Генерал-лейтенант Карл Фрайер фон Тюнген – (24 август 1942 – 15 септември 1942 г.)
- Генерал-лейтенант Ервин Мени – (15 септември 1942 – ? февруари 1943 г.)
- Генерал-лейтенант Карл Фрайер фон Тюнген – (? февруари 1943 – 1 април 1943 г.)
- Генерал-лейтенант Карл-Вилхелм фон Шлибен – (1 април 1943 – 7 септември 1943 г.)